# Kogaionon
Kogaionon (лат.) — род вымерших млекопитающих из семейства Kogaionidae подотряда Cimolodonta отряда многобугорчатых. Ископаемые остатки известны из верхнего мела (70,6—66,0 млн лет) на территории Европы (Румыния). Они были эндемиками Хацега — крупного исчезнувшего острова, существовавшего в море Тетис на территории современной Европы (территория современного города Хацег, жудец Хунедоара, Румыния) с сеноманского по маастрихтский века позднемеловой эпохи. Это были древесные растительноядные животные. Предполагаемая общая длина тела — около 30 см. Kogaionon отличается от Barbatodon более узкой мордой, пропорционально меньшим P1, более узкой передней частью P4 с четырьмя бугорками одинакового размера в среднем ряду, более квадратным или округлым M1 с более длинным переднезадним лингвальным рядом и более коротким p4 (по крайней мере, для K. radulescui).

## Классификация
На январь 2025 род включает 2 вида:
- †Kogaionon radulescui Smith et al., 2022
- †Kogaionon ungureanui Radulescu and Samson, 1996